# لویال (ویسکانسین)

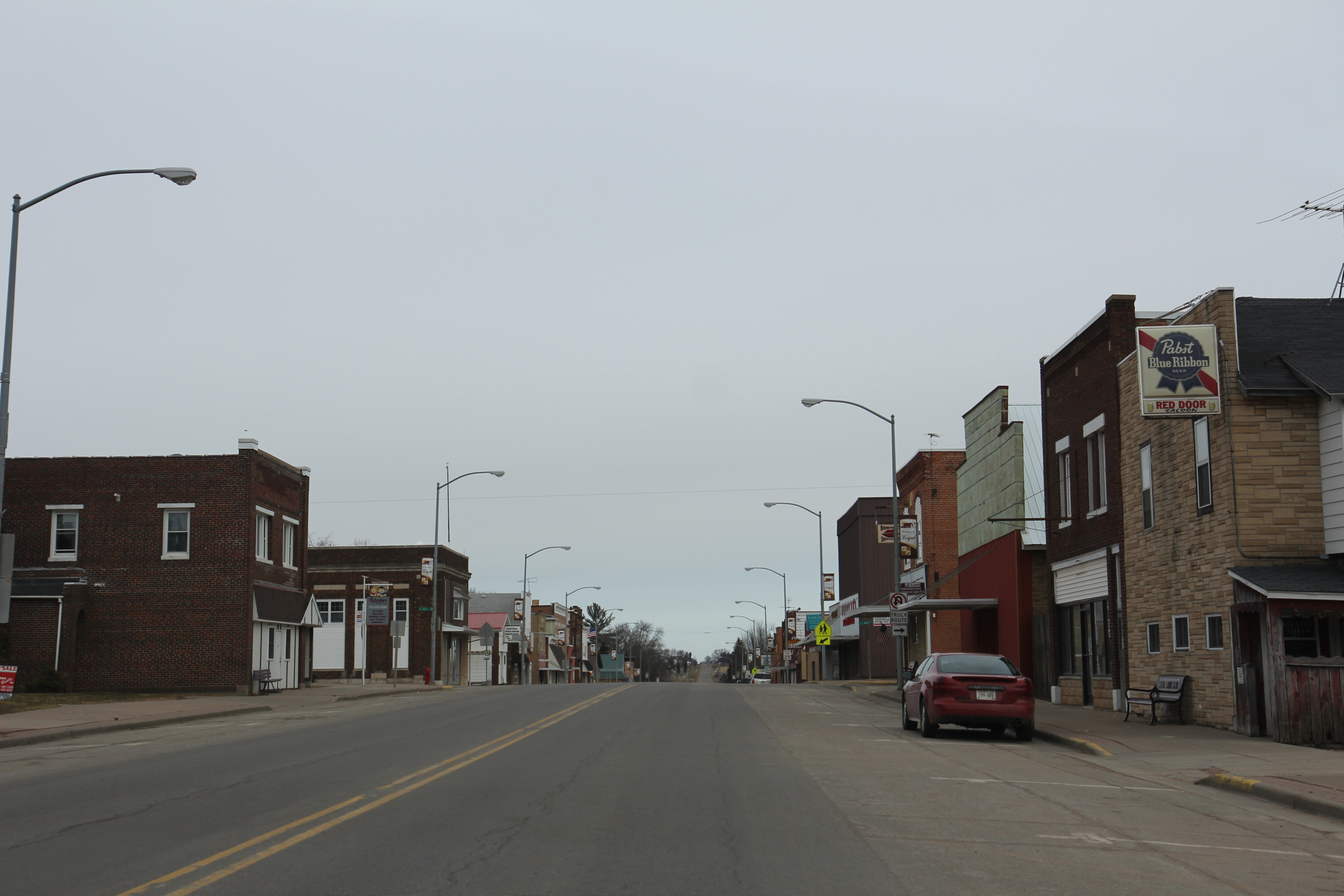
شهرستان کلارک در ویسکانسین

لویال، ویسکانسین  (به انگلیسی: Loyal) شهری در شهرستان کلارک ایالت ویسکانسین است که در سال ۱۹۴۸ بنیان‌گذاری شده‌است. این شهر طبق سرشماری سال ۲۰۱۰ میلادی ۱٬۲۶۱ نفر جمعیت داشته‌است.